# ويندهام لويس
بيرسي ويندهام لويس (بالإنجليزية: Wyndham Lewis)‏ (18 نوفمبر 1882 - 7 مارس 1957) كاتب ورسام وناقد بريطاني اتسمت لوحاته الفنية بطابع مستقبلي واتسمت أعماله الأدبية بطابع نقدي لاذع وهو أحد مؤسسي الحركة الدوّامية.

## روابط خارجية
- ويندهام لويس على موقع الموسوعة البريطانية (الإنجليزية)
- ويندهام لويس على موقع ميوزك برينز (الإنجليزية)
- ويندهام لويس على موقع إن إن دي بي (الإنجليزية)
- ويندهام لويس على موقع ديسكوغز (الإنجليزية)